# Finntroll
Finntroll ist eine finnische Folk-Metal-Band aus Helsinki. Sie wurde 1997 von Teemu „Somnium“ Raimoranta und Jan „Katla“ Jämsen gegründet.

## Bandgeschichte

### Gründung,Midnattens WidunderundJaktens Tid
Im Januar 1998 nahmen Teemu „Somnium“ Raimoranta und Jan „Katla“ Jämsen das erste Demo Rivfader auf. Raimoranta spielte Gitarre und Bass, Jämsen sang und spielte Keyboard. Das Schlagzeug übernahm ein Drumcomputer. Der Formation hatten von 1997 bis 1998 zwar auch Mikael „Ancient Lord“ Harju am Bass, Rauno „Nattvind“ Raimoranta an Schlagzeug und Keyboards, sowie Tomi „Grönt Helvetes Kungen“ Ullgrén an der zweiten Gitarre angehört, diese waren aber nicht oder nicht mehr an den Aufnahmen dieser Demo beteiligt. Obwohl das Demo eine Gesamtlänge von ca. 21 Minuten aufwies, enthielt es lediglich drei volle Songs und drei Instrumentalstücke bzw. Intros. Alle drei Lieder des Demos wurden später für das Debütalbum neu eingespielt. Die Band hat die Demoaufnahmen mittlerweile zum Download angeboten.
Nach Aufnahme dieser ersten Demo gesellten sich weitere Musiker zu der Band: Schlagzeuger Samu „Beast Dominator“ Ruotsalainen, Gitarrist Samuli „Skrymer“ Ponsimaa, Keyboarder Henri „Trollhorn“ Sorvali sowie Bassist Sami „Tundra“ Uusitalo, woraufhin die finnische Plattenfirma Spinefarm Records auf Finntroll aufmerksam wurde und die Band unter Vertrag nahm.
Nach dem ersten Album Midnattens Widunder, das 1999 auf den Markt kam und überwiegend gute Kritiken bekam, brachte das zweite von der Fachpresse ebenfalls sehr gelobte Album Jaktens Tid 2001 Finntroll den endgültigen Durchbruch. Weltweit waren Finntroll weiterhin bei Spinefarm Records unter Vertrag, lediglich für Deutschland, die Benelux-Staaten und Nordamerika wurde die Lizenz vom deutschen Label Century Media übernommen.

### Visor om SlutetundNattfödd

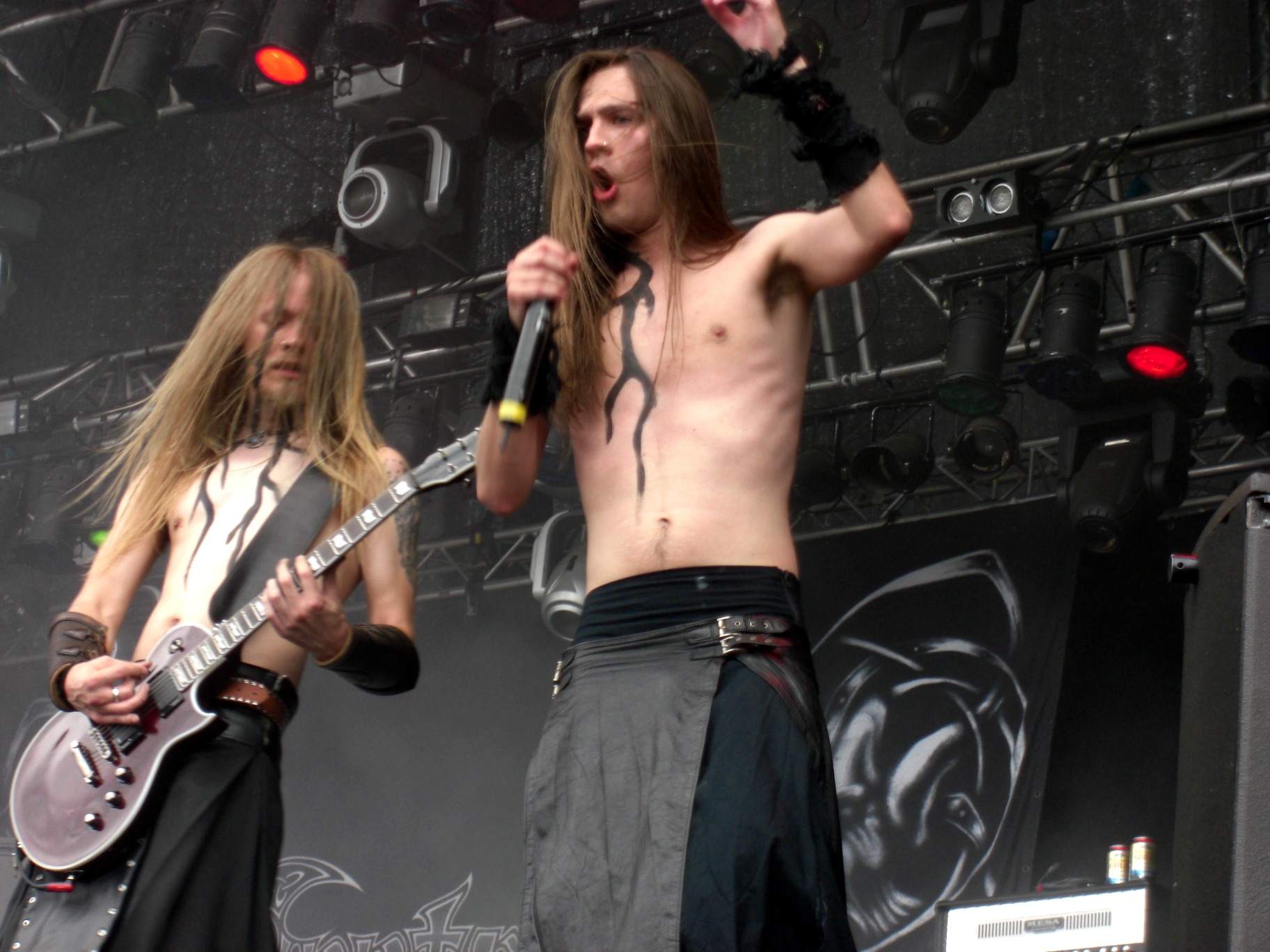
Finntroll mit neuem Sänger Vreth beim Metaltown 2008 in Göteborg. Im Hintergrund Gitarrist Skrymer.

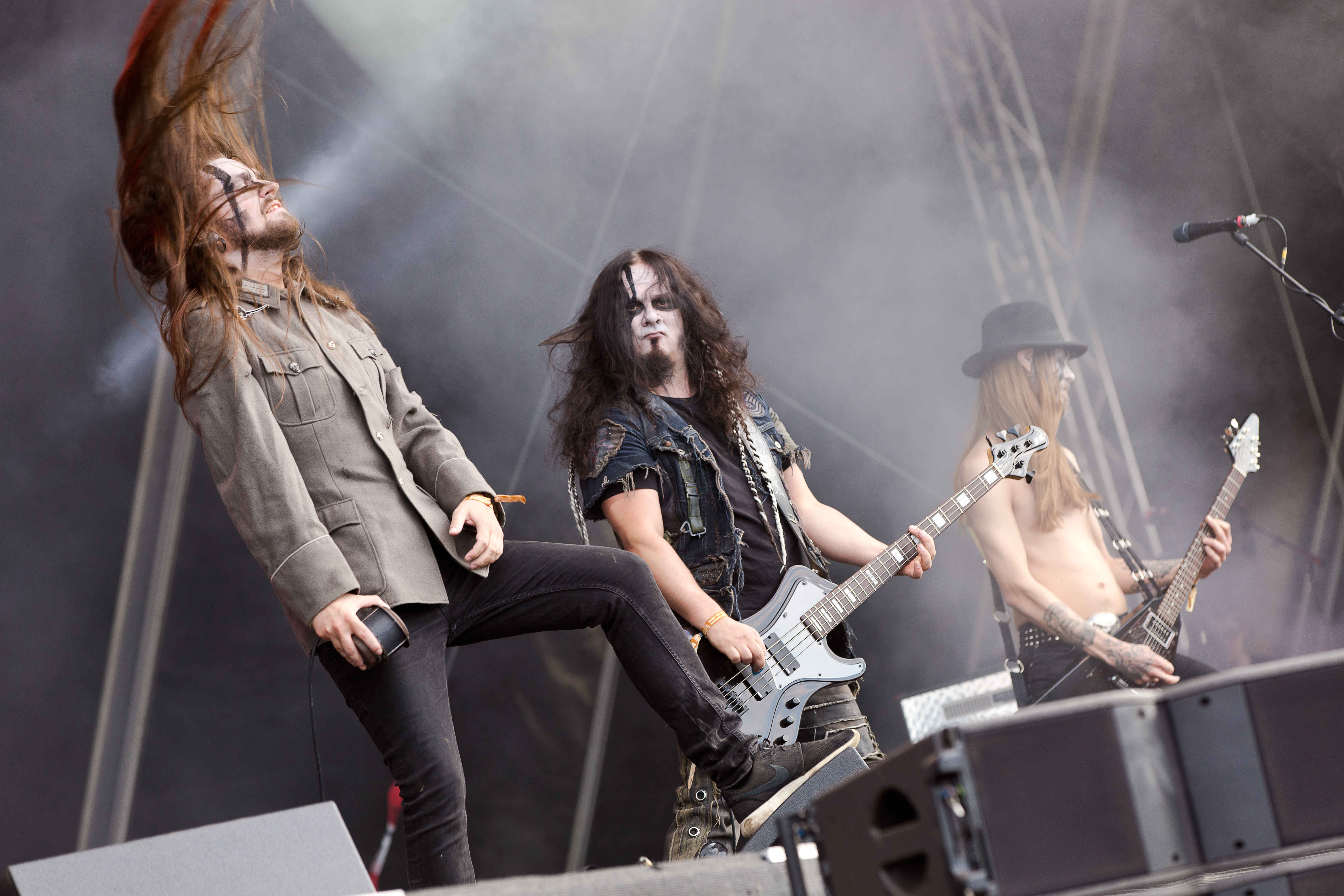
„Vreth“, „Tundra“ und „Skrymer“ bei einem Auftritt auf dem Rockharz Open Air 2016

Im Juni 2002 musste Jan „Katla“ Jämsen nach mehreren Operationen an einem Tumor seiner Stimmbänder die Band aus gesundheitlichen Gründen als Sänger verlassen, schreibt aber weiterhin Texte für Finntroll. Neuer Sänger wurde Tapio Wilska, der schon auf dem vorigen Album als Gast eine gesprochene Passage aufgenommen hatte.
In dieser Übergangszeit entstand das akustische Mini-Album Visor om Slutet, an dem Jan „Katla“ Jämsen noch teilweise mitwirkte. Vier Wochen vor der Veröffentlichung, am 16. März 2003, starb Gitarrist Teemu „Somnium“ Raimoranta in Helsinki. Als Grund wurde offiziell ein alkoholbedingter Sturz von der Pitkäsilta-Brücke angegeben. Im Februar 2004 gab Mika Luttinen, Sänger von Impaled Nazarene, jedoch in einem Interview an, dass Somnium Selbstmord begangen habe, seine Familie dies aber nicht öffentlich preisgeben wolle. Weiterhin sagte er, dass Somnium laut Obduktionsbericht nüchtern gewesen sei und einer seiner (Luttinens) Freunde ihn von der Brücke habe springen sehen. Mit Mikael „Routa“ Karlbom fand die Band einen neuen Gitarristen, das Album wurde ausdrücklich dem verstorbenen Raimoranta gewidmet.
In dieser neuen Zusammenstellung arbeitete Finntroll an ihrem nächsten Album. Im Frühling 2004 wurde das Lied Trollhammaren auf einer gleichnamigen Vorab-EP veröffentlicht, die im Vorfeld des neuen Albums Nattfödd erschien. Die geringe Spieldauer von ca. 16 Minuten sorgte für Irritationen unter Fans und Fachpresse, neben dem Titelsong wurden vier nicht auf dem Album enthaltene Lieder veröffentlicht. Trotz der enormen bandinternen Veränderungen konnte Nattfödd schließlich musikalisch und kommerziell an seinen Vorgänger anknüpfen. Neben vielen positiven Stimmen zum Album wurde auch angemahnt, dass die geringe Spielzeit von knapp 36 Minuten auch mit den Zusatz-Songs der EP hätte gefüllt werden können.

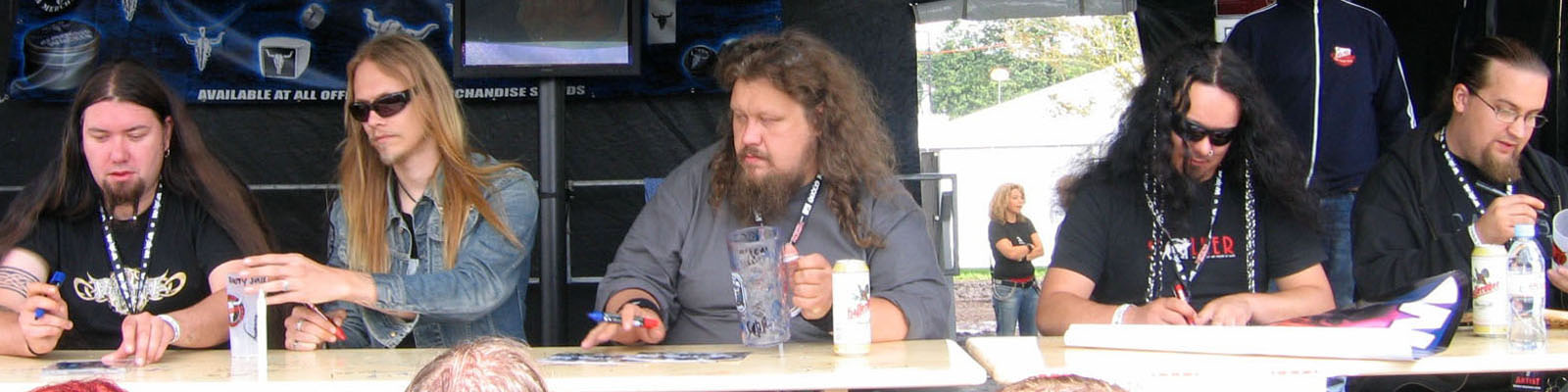
Finntroll beim Meet & Greet auf dem Wacken Open Air 2005 (v. l. n. r.: Routa, Skrymer, Wilska, Tundra, Beast Dominator)

2004 entschied sich der langjährige Keyboarder Henri „Trollhorn“ Sorvali, nicht mehr mit der Band zu touren, sondern sich mehr auf sein Privatleben und seine andere Band Moonsorrow zu konzentrieren. Entgegen weit verbreiteten Gerüchten hat er die Band zwar nicht verlassen, wird jedoch auf Touren vom Imperanon-Keyboarder Aleksi Virta ersetzt. Anfang 2006 schied Sänger Wilska wegen interner Meinungsverschiedenheiten aus der Band aus. Da daraufhin ein Sänger fehlte, wurde auch die „No-Mercy“-Tour abgesagt. Am 5. April 2006 trat die Band im Night Life Rock Club in Helsinki mit Mathias „Vreth“ Lillmåns (Twilight Moon) als Sänger auf.

### Ur Jordens Djup,Nifelvind,BlodsveptundVredesvävd
Am 30. März 2007 erschien das neue Album Ur Jordens Djup (zu deutsch „Aus den Tiefen der Erde“). Als Sänger wirkte der nun fest in die Band aufgenommene Mathias „Vreth“ Lillmåns. Im Herbst 2008 spielten Finntroll zusammen mit Bands wie Primordial, Eluveitie, Equilibrium, Månegarm und Catamenia im Rahmen der Heidenfest-Tour einige Konzerte in Europa. Danach gab die Band ihren Entschluss bekannt, für etwa ein halbes Jahr eine Tour-Auszeit zu nehmen, um sich auf das neue Album zu konzentrieren. Weiterhin wurde eine Live-DVD angekündigt.
Am 4. September 2009 unterschrieb die Band einen weltweiten Vertrag über drei Alben beim deutschen Label Century Media. Zuvor waren alle Werke der Band weltweit über Spinefarm Records erschienen. Lediglich in Deutschland, den Beneluxstaaten und Nordamerika lag die Lizenz bei Century Media. Am 27. November 2009 gab die Band über ihre Myspace-Seite bekannt, dass das neue Studioalbum Nifelvind heiße und elf Songs beinhalte.
Nifelvind wurde in Finnland am 17. Februar 2010 und in Deutschland am 19. Februar 2010 über Century Media veröffentlicht. Zuvor wurde am 16. Januar ein Musikvideo zum Lied Solsagan veröffentlicht. Ein weiteres Video zu Under Bergets Rot folgte am 5. April 2010.
Im Rahmen des Paganfest 2010 tourte die Band vom 19. Februar 2010 bis zum 14. März 2010 zusammen mit Eluveitie, Dornenreich, Varg und Arkona durch Europa. Für Finntroll, Eluveitie und Varg war dies gleichzeitig auch die Album-Release-Tour, da alle drei Bands zu Beginn der Tour ein neues Album veröffentlicht hatten. 2011 waren Finntroll zusammen mit Turisas Headliner der Heidenfest 2011 European Tour. Aus diesem Anlass wurde Ende September 2011 eine Tour-Edition des Albums Nifelvind herausgegeben. Diese enthält neben dem regulären Album eine Bonus-CD mit drei bisher unveröffentlichten, englischsprachigen Cover-Songs.
Das sechste Studioalbum der Band mit dem Titel Blodsvept (Schwedisch für blutumhüllt) erschien am 22. März 2013 in Finnland und am 25. März im Rest Europas. Aufgenommen wurde das Album in den Sonic Pump Studios in Helsinki, gemastert von Mika Jussila von den Finnvox Studios. Der titelgebende Song des Albums erschien vorab online und war als Beilage der 83. Ausgabe des Legacy Magazines im März 2013 enthalten.
2014 erschien mit Natten med de levande Finntroll (zu deutsch „Nacht mit den lebenden Finntroll“) das erste Livealbum der Bandgeschichte, aufgenommen im September 2008 in Amsterdam während der Tour zu Ur jordens djup. Im selben Jahr verließ Samuel „Beast Dominator“ Ruotsalainen die Band nach 16 Jahren und als neuer Schlagzeuger kam Heikki Saari, auch bekannt als „MörkÖ“, dazu.
Das insgesamt siebte Studioalbum – und das erste mit neuem Schlagzeuger – war für den August 2020 angekündigt. Am 25. Juni wurde das Albumcover, der Name und die Trackliste des neuen Albums namens Vredesvävd über die Facebook-Seite von Century Media Records veröffentlicht. Im gleichen Zug wurde bekanntgegeben, dass die Albumveröffentlichung aus „produktionstechnischen Gründen“ vom 14. August auf den 18. September verschoben wurde.
Lillmåns beteiligte sich neben seiner Zugehörigkeit zu Finntroll auch an dem Bandprojekt Morbikon, dessen Debütalbum im Jahr 2022 erschien.

## Stil

### Musik
Finntroll kombinieren in ihrer Musik Metal-Klänge, vorwiegend aus den Bereichen des Black und Death Metal, mit traditionellen Instrumenten und Klängen, vor allem dem sogenannten Humppa. Der so entstehende Musikstil wird von der Band selbst als „Trollish Hoedown Metal“ bezeichnet und schafft sich in der Spannweite von Black, Death und Folk Metal sowie den finnischen Humppa-Elementen seine eigene Sparte. Durch die Verwendung traditioneller Instrumente, wie dem Akkordeon, verschiedenen Flöten, diversen Bläsern und auch dem Klavier, ist die Musik sehr melodisch und meist sehr fröhlich und eingängig. Neben finnischen Einflüssen findet man auf neueren Veröffentlichungen auch vermehrt russisch angehauchte Melodik, so etwa im Refrain des Nattfödd-Liedes „Fiskarens Fiende“.
Die Stücke haben teilweise Black-Metal-Charakter, der durch die Vermischung mit dem Humppa mehr oder weniger melodisch wird. Ein typisches Element der Band ist, dass rhythmische Einsätze der sehr präsenten Tasteninstrumente als Offbeats vorliegen. Solche Rhythmen finden normalerweise eher im Ska oder im Reggae Verwendung. In melodischer Hinsicht sind meist ebenfalls die Tasteninstrumente melodieführend, die für den Rock- und Metalbereich typische E-Gitarre hat meist nur begleitende Funktion.
Gesanglich orientiert sich die Band am Black Metal, aber auch an einer der ältesten Gesangsformen der Welt, dem so genannten Joik der finnischen Ureinwohner (Samen), so zum Beispiel im Lied „Jaktens Tid“.

### Texte
Finntroll singen ihre Texte auf Schwedisch, da Schwedisch „verdammt trollisch“ klingt, wie es der Finnlandschwede Jan „Katla“ Jämsen, der erste Sänger, einst begründete. Inhaltlich orientiert sich die Band neben Trollgeschichten an Natur-, Kriegs- und heidnischen Thematiken. Die Texte basieren teilweise auf existierenden Trollmythen und handeln von diversen Königen und Stämmen der Trolle. Das machte sich schon beim Debütalbum Midnattens Widunder bemerkbar, dessen Texte unter anderem davon handeln, wie Trolle Kriege gegen Andersgläubige führen und sie anschließend essen. Auf jedem der ersten drei Studio-Alben findet sich jeweils ein kurzes Stück über die beiden Priester „Åmund“ und „Kettil“ und deren Schicksal. Der Titel der Lieder endet jeweils auf …visan (Schwedisch für das …lied). Auf Ur Jordens Djup, dem vierten Album, ist ein weiterer „…visan“-Titel zu finden, der jedoch nicht mehr die beiden Priester zum Thema hat. Im Lied „Kvällning“ ertönt nach rund neun Minuten Stille der Hidden Track, der auf der Internetseite als „Trollvisan“ bezeichnet wird.
Auf dem fünften Studio-Album Nifelvind kehrte die Band der Trollthematik vollständig den Rücken zu. Stattdessen wendete sie sich nun vor allem dem Thema Tod sowie der nordischen Mythologie zu. Die Abkehr von den Trollen erklärte der Finntroll-Sänger Vreth wie folgt: „Hier oben im Norden nutzen wir viele verschiedene Kreaturen, um verschiedene Dinge in unserem Leben zu beschreiben wie Angst, Mord, Geburt usw. Viele dieser Themen kommen in dem Album vor.“ Mit dem Bezug auf die nordische Mythologie näherte sich die Band textlich teilweise dem Pagan Metal an.

## Diskografie
Studioalben

| Jahr | Titel Musiklabel                      | Höchstplatzierung, Gesamtwochen, AuszeichnungChartplatzierungen (Jahr, Titel, Musiklabel, Platzierungen, Wochen, Auszeichnungen, Anmerkungen) | Höchstplatzierung, Gesamtwochen, AuszeichnungChartplatzierungen (Jahr, Titel, Musiklabel, Platzierungen, Wochen, Auszeichnungen, Anmerkungen) | Höchstplatzierung, Gesamtwochen, AuszeichnungChartplatzierungen (Jahr, Titel, Musiklabel, Platzierungen, Wochen, Auszeichnungen, Anmerkungen) | Höchstplatzierung, Gesamtwochen, AuszeichnungChartplatzierungen (Jahr, Titel, Musiklabel, Platzierungen, Wochen, Auszeichnungen, Anmerkungen) | Anmerkungen                                                   |
| Jahr | Titel Musiklabel                      | DE | AT | CH | FI | Anmerkungen                                                   |
| ---- | ------------------------------------- | --- | --- | --- | --- | ------------------------------------------------------------- |
| 1999 | Midnattens Widunder Spinefarm Records | — | — | — | — | Erstveröffentlichung: 1999 „Ungeheuer der Mitternacht“        |
| 2001 | Jaktens Tid Spinefarm Records         | — | — | — | FI20 (2 Wo.)FI | Erstveröffentlichung: 18. September 2001 „Jagdzeit“           |
| 2004 | Nattfödd Spinefarm Records            | — | — | — | FI22 (3 Wo.)FI | Erstveröffentlichung: 19. April 2004 „Nachtgeboren“           |
| 2007 | Ur Jordens Djup Spinefarm Records     | DE91 (1 Wo.)DE | — | — | FI23 (3 Wo.)FI | Erstveröffentlichung: 28. März 2007 „Aus den Tiefen der Erde“ |
| 2010 | Nifelvind Century Media               | DE31 (1 Wo.)DE | AT61 (1 Wo.)AT | CH44 (1 Wo.)CH | FI8 (1 Wo.)FI | Erstveröffentlichung: 17. Februar 2010 „Höllenwind“           |
| 2013 | Blodsvept Century Media               | DE73 (1 Wo.)DE | — | CH79 (1 Wo.)CH | FI10 (3 Wo.)FI | Erstveröffentlichung: 22. März 2013 „Blutumhüllt“             |
| 2020 | Vredesvävd Century Media              | DE32 (1 Wo.)DE | AT40 (1 Wo.)AT | CH21 (1 Wo.)CH | FI6 (3 Wo.)FI | Erstveröffentlichung: 18. September 2020 „aus Zorn gewoben“   |

## Galerie

Finntroll, Line-Up beim Rockharz 2018
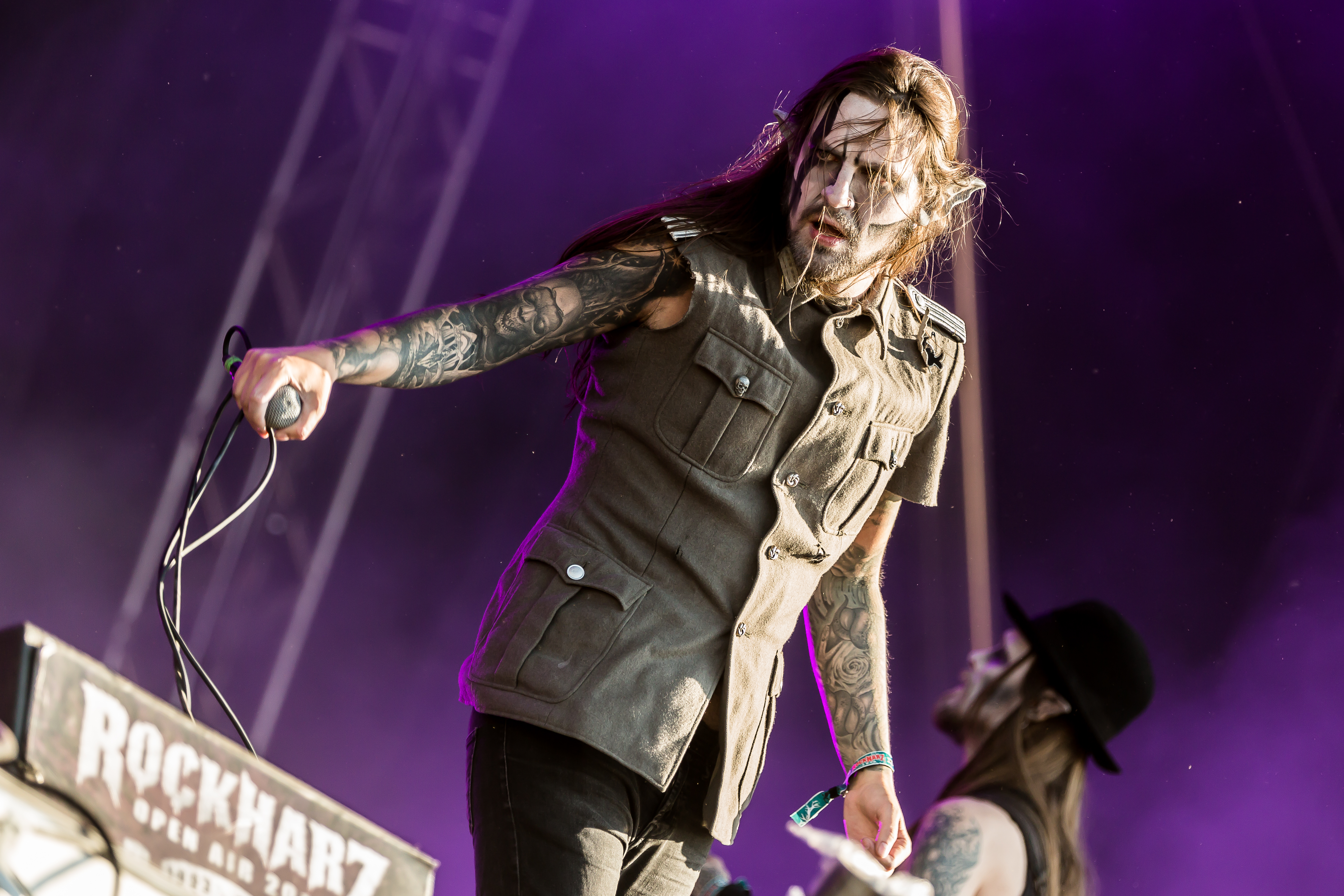
Sänger Mathias „Vreth“ Lillmåns
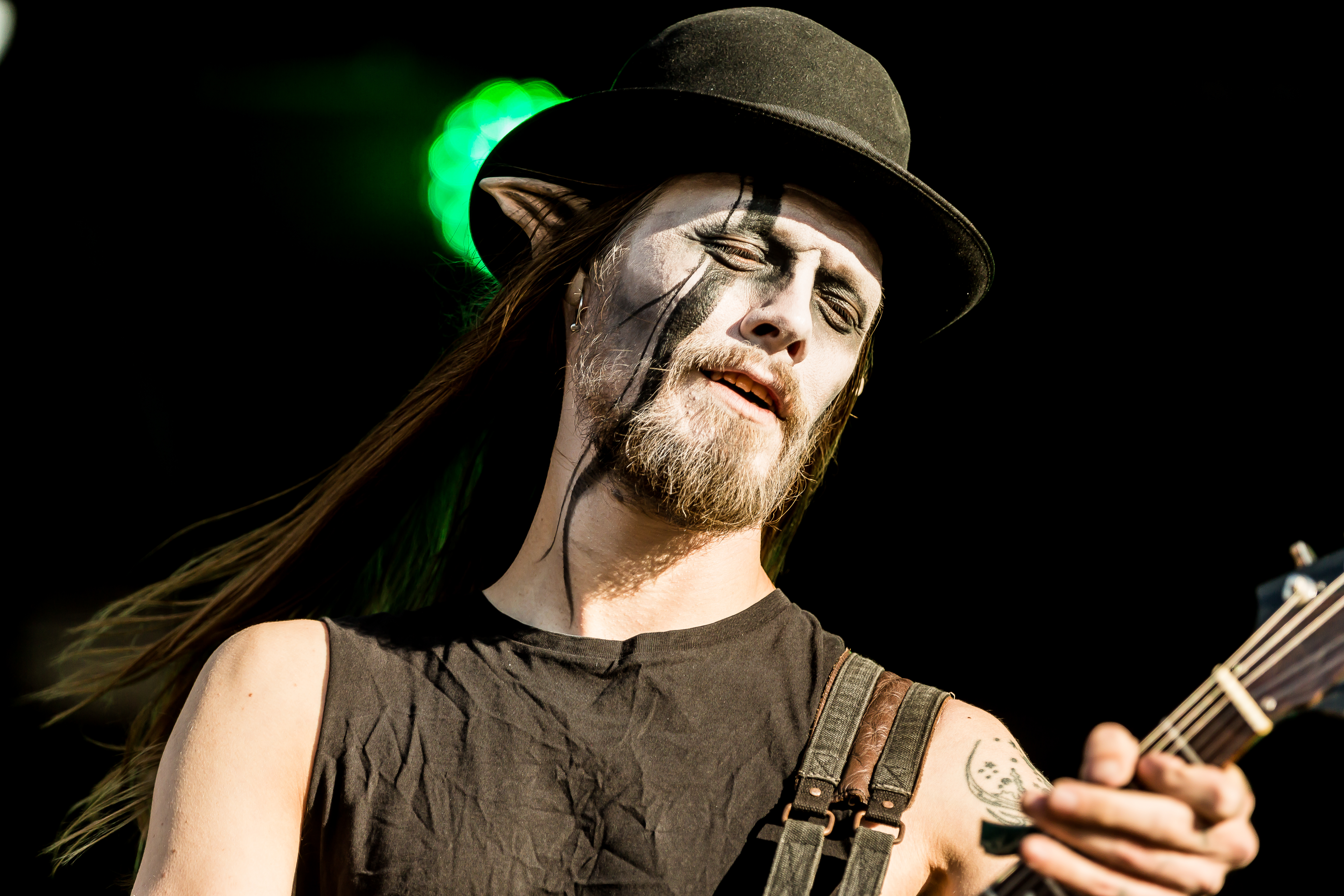
Gitarrist Samuli „Skrymer“ Ponsimaa
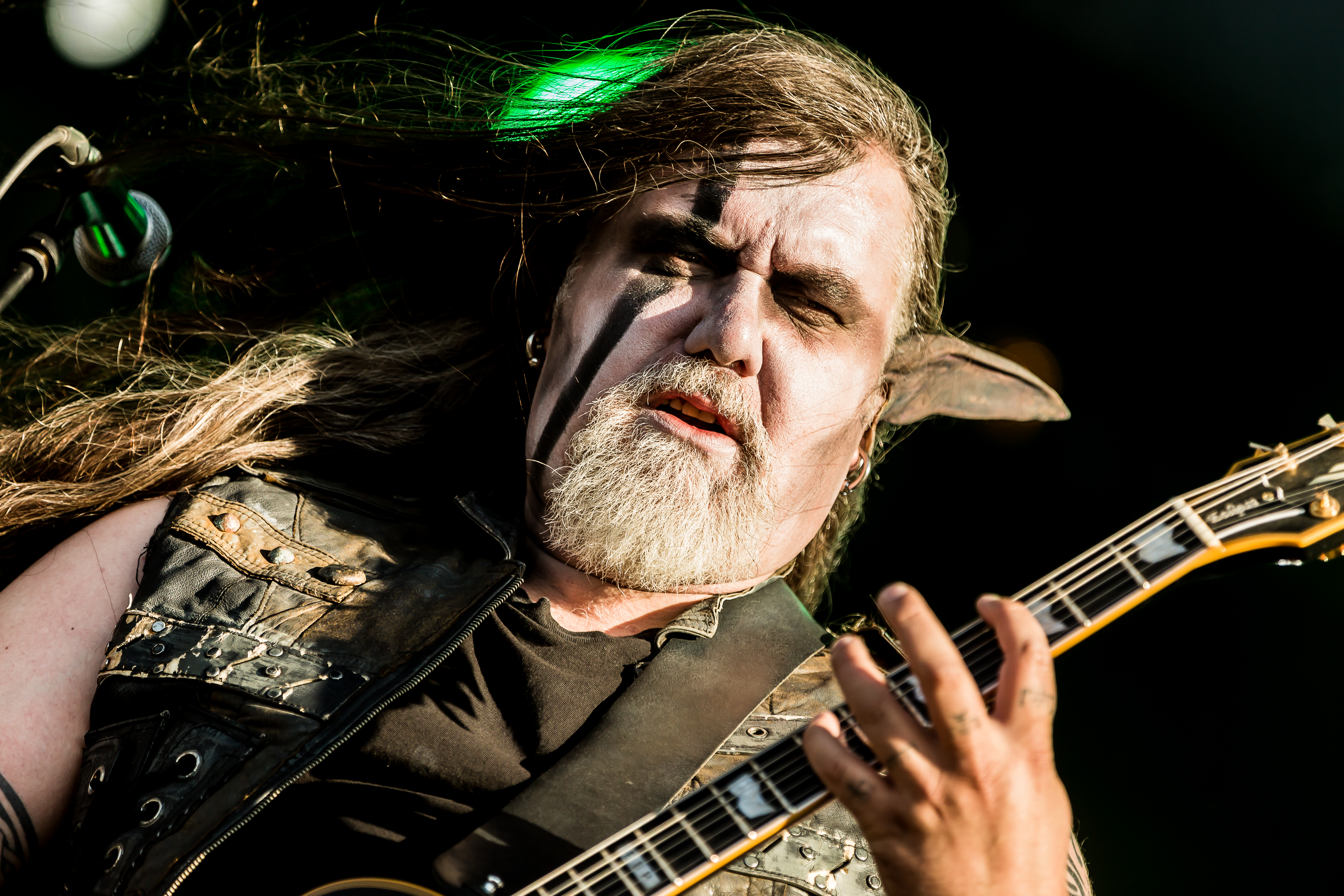
Gitarrist Mikael „Routa“ Karlbom
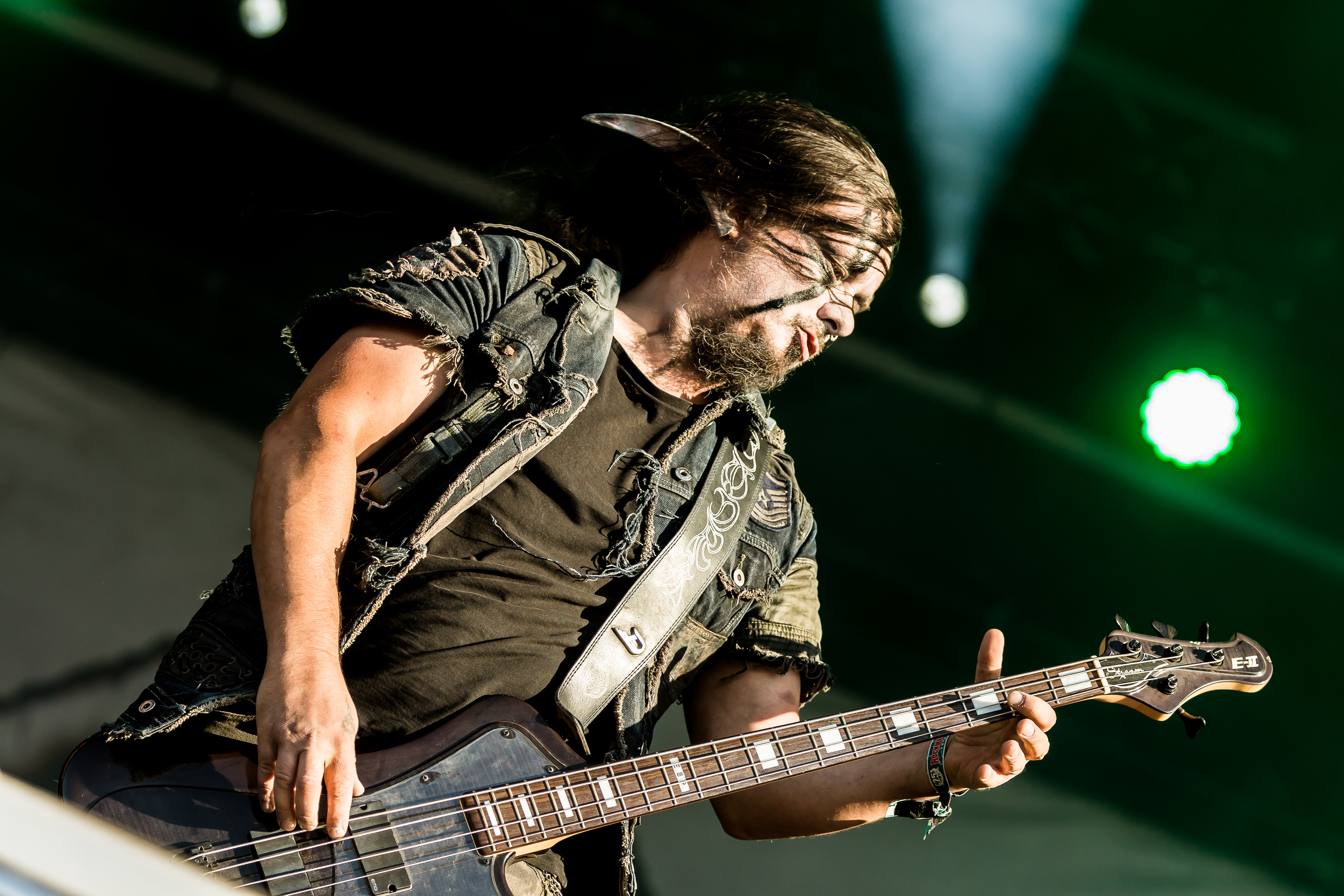
Bassist Sami „Tundra“ Uusitalo
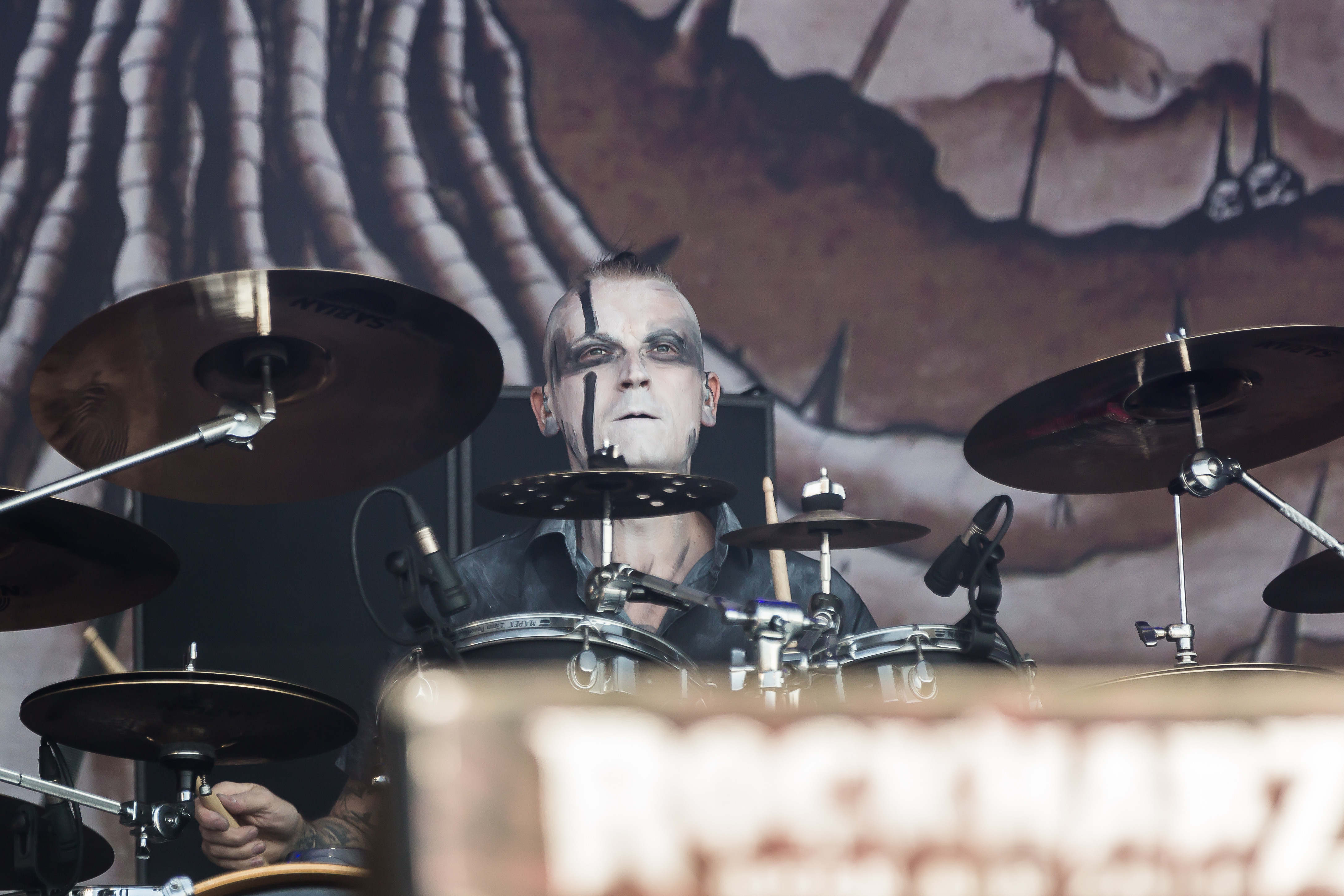
Schlagzeuger Heikki „MörkÖ“ Saari